# Liste der deutschen Botschafter in Honduras
Die Liste der deutschen Botschafter in Honduras enthält alle Botschafter  der Bundesrepublik Deutschland in Honduras. Sitz der Botschaft ist in Tegucigalpa.
| Name                      | Amtszeit  |
| ------------------------- | --------- |
| Hans-Joachim von Reichert | 1961–1968 |
| Edgar Schwörbel           | 1968–1971 |
| Gottfried Pagenstert      | 1972–1975 |
| Carl Hellmut Boehncke     | 1975–1979 |
| Hans-Helmut Hamburger     | 1979–1984 |
| Eckehard Schober          | 1984–1989 |
| Walter Eickhoff           | 1989–1993 |
| Christian Hausmann        | 1994–1997 |
| Andreas Kuligk            | 1997–2001 |
| Thomas Bruns              | 2001–2005 |
| Paul Albert Resch         | 2005–2010 |
| Karl-Heinz Rode           | 2010–2012 |
| Johannes Trommer          | 2012–2014 |
| Beatrix Kania             | 2014–2017 |
| Thomas Wrießnig           | 2017–2020 |
| Jens Janik                | 2020–2023 |
| Daniela Vogl              | seit 2023 |